# Robert Tesche

Robert Tesche im Heimtrikot des VfL Osnabrück Saison 2025/26

Robert Tesche (* 27. Mai 1987 in Wismar) ist ein deutscher Fußballspieler.
Der defensive Mittelfeldspieler begann seine Karriere im Herrenbereich bei Arminia Bielefeld, für die er bis 2009 spielte und lief dann in der Folge – abgesehen von einer halbjährigen Leihe bei Fortuna Düsseldorf – fünf Jahre für den Hamburger SV auf. Mit den Hamburgern spielte Tesche auch in der UEFA Europa League und erreichte dort das Halbfinale. Von 2014 bis 2017 stand er in England bei Nottingham Forest sowie bei Birmingham City unter Vertrag, ehe die Rückkehr nach Deutschland folgte; er schloss sich, anfänglich auf Leihbasis, dem VfL Bochum an und blieb – nach einer Festanstellung – bis 2022 im Ruhrgebiet und stieg mit ihnen im Jahr 2021 in die Bundesliga auf. Seit 2022 steht Tesche beim VfL Osnabrück unter Vertrag.

## Karriere

### Jugend
Tesche kam im Alter von sechs Jahren mit seinen Eltern ins ostwestfälische Löhne, wo er zunächst im Ortsteil Obernbeck lebte, bevor er nach Mennighüffen zog. Er begann 1993 beim VfL Mennighüffen mit dem Fußballspielen. Zur Saison 2001/02 wechselte Tesche in die Jugendabteilung von Arminia Bielefeld. Ab Beginn der Spielzeit 2006/07 gehörte er dort der zweiten Mannschaft an.

### Profi

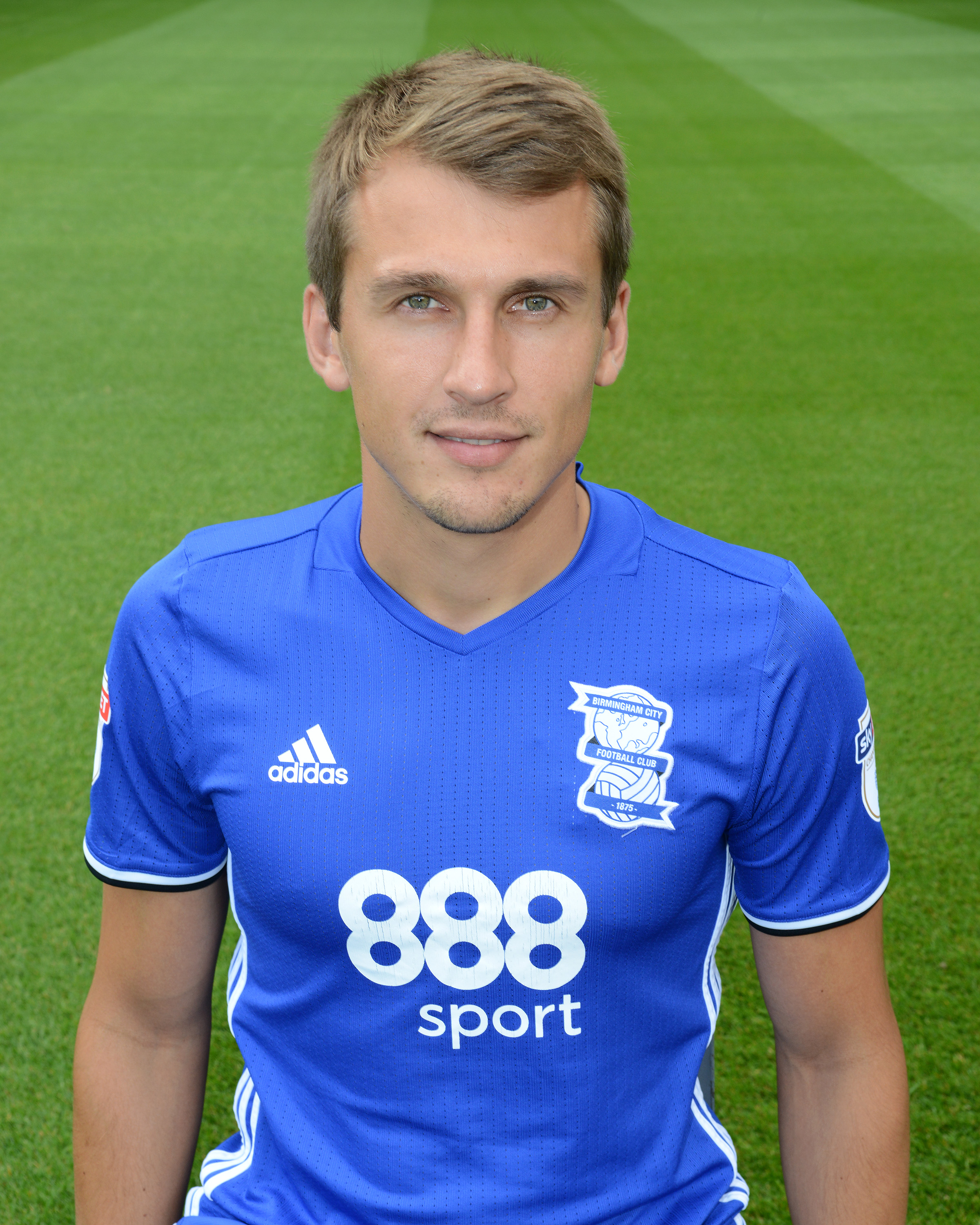
Tesche im Jahr 2016 im Trikot von Birmingham City

Unter Trainer Ernst Middendorp wurde Tesche in den Profikader der Arminia berufen. Sein erstes Bundesliga-Spiel bestritt er am 30. März 2007 gegen Borussia Dortmund, bei dem er in der Startelf stand und in der 67. Minute ausgewechselt wurde. Im Mai 2007 unterschrieb er einen Profivertrag für die 1. und 2. Bundesliga, der drei Jahre lief. Anfang Juli 2009 wurde dieser Vertrag aufgelöst, da Tesche zum Hamburger SV wechseln wollte.
Am 5. Juli 2009 unterschrieb er beim HSV einen bis zum 30. Juni 2012 laufenden Vertrag. Im Sommer 2011 verlängerte er seinen Vertragslaufzeit bis 2014. Nachdem er sich beim Hamburger SV nicht hatte durchsetzen können und in der Hinrunde der Saison 2012/13 nur auf rund 85 Spielminuten gekommen war, wurde er in der Winterpause bis Saisonende an Fortuna Düsseldorf ausgeliehen.
Nach seiner Rückkehr zum HSV wurde Tesche von Thorsten Fink in die zweite Mannschaft beordert. Unter Bert van Marwijk kehrte er ins Mannschaftstraining der Profis zurück, wurde aber weiter zu den Spielen der ersten Mannschaft nicht berücksichtigt. Als der Verein zum zweiten Mal in der Spielzeit den Trainer wechselte, saß Tesche unter dem neuen Trainer Mirko Slomka beim Spiel gegen Werder Bremen am 1. März 2014 wieder auf der Bank, wurde aber nicht eingesetzt. Eine Woche später absolvierte Tesche, auch aufgrund 13 verletzter Spieler im Profikader, sein Comeback im HSV-Trikot. Beim 1:1 gegen Eintracht Frankfurt wurde er in der 62. Spielminute für Tomás Rincón eingewechselt. Bis zum Saisonende kam Tesche auf weitere Einsätze; vereinzelt auch in der Startaufstellung. Sein zum Saisonende auslaufender Vertrag wurde allerdings nicht verlängert und Tesche verließ den Verein.
Im Juli 2014 hielt er sich bei seinem ehemaligen Verein Arminia Bielefeld fit und unterschrieb im August 2014 beim englischen Zweitligisten Nottingham Forest einen Vertrag.
Am 2. März 2015 wurde er bis zum Saisonende an den Ligakonkurrenten Birmingham City verliehen. Zur Saison 2015/16 kehrte Tesche zu Nottingham Forest zurück und kam in 24 Ligaspielen (ein Tor) zum Einsatz. Zur Saison 2016/17 kehrte Tesche zu Birmingham City zurück.
Am 31. August 2017 wechselte Tesche auf Leihbasis bis zum Ende der Saison 2017/18 in die 2. Bundesliga zum VfL Bochum. Zur Saison 2018/19 verließ Tesche endgültig Birmingham City und schloss sich dem VfL Bochum an, bei dem er einen Vertrag bis 2020 unterschrieb. Mit dem VfL stieg er 2021 in die Bundesliga auf, Tesche stand in dieser Saison 33-mal auf dem Platz und erzielte 8 Tore. In der Saison 2021/22 gab er nach acht Jahren sein Comeback in der höchsten deutschen Spielklasse, war aber nur Reservespieler. Im Juni 2022 schloss er sich dem VfL Osnabrück an, mit dem er 2023 in die 2. Bundesliga aufstieg. Er war mit 8 Toren und 3 Vorlagen in 37 Spielen am Aufstieg der Osnabrücker beteiligt. In der Saison 2023/24 absolvierte Tesche 29 Ligaspiele und stieg mit Osnabrück als Tabellenletzter wieder in die 3. Liga ab. Sein Vertrag läuft bis Juni 2025.

## Erfolge
- Meister der 2. Bundesliga und Aufstieg in die Bundesliga: 2021